# Paolo Vetri
Paolo Vetri, né le 2 février 1855 à Castrugiuvanni, aujourd'hui Enna, et mort le 2 mai 1937 à Naples, est un peintre italien des XIXe et XXe siècles et professeur de peinture.

## Biographie

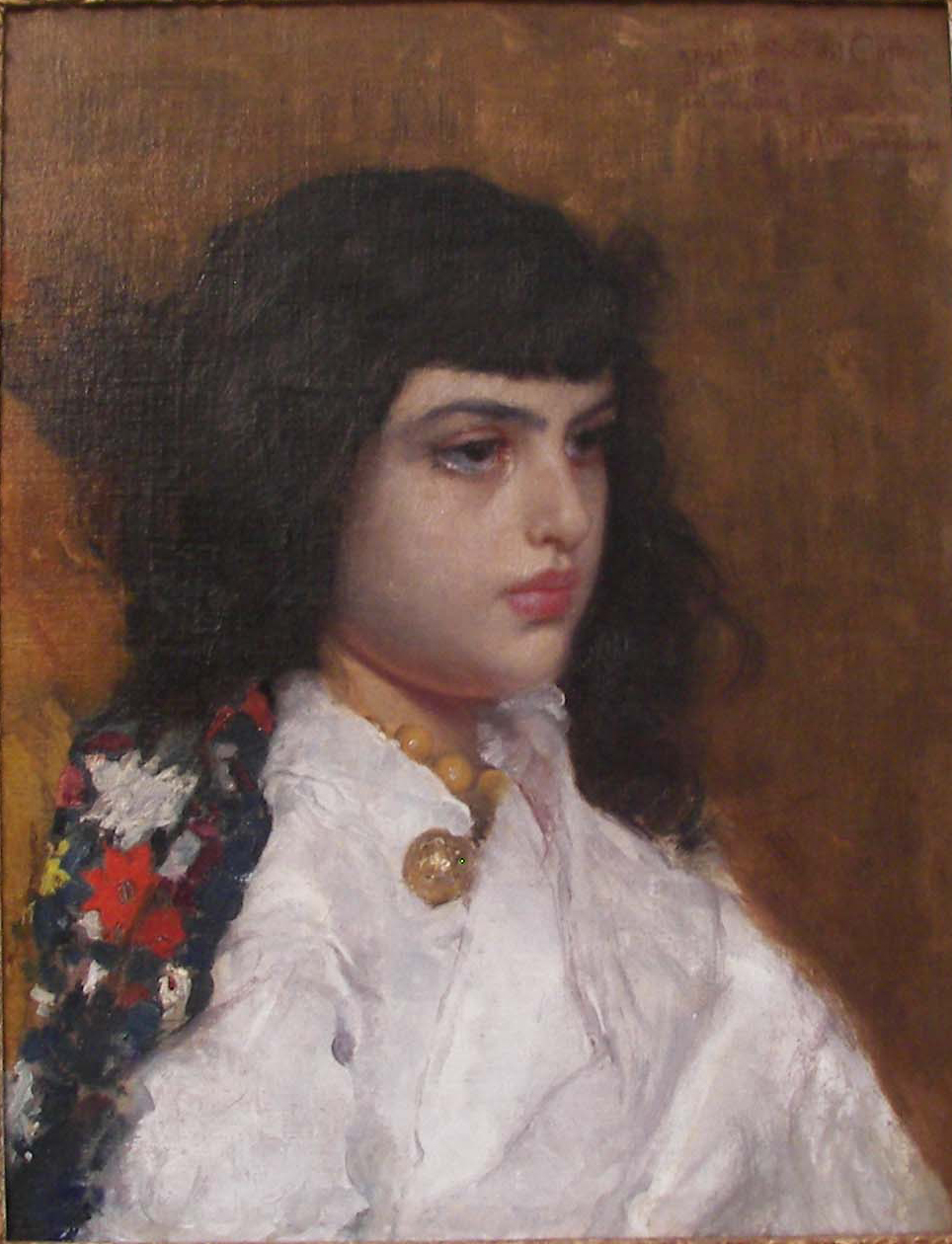
Ritratto di fanciulla (Portrait d'une jeune fille).

Né à Castrugiuvanni en 1855, Paolo Vetri commence la peinture à un très jeune âge et à douze ans, reçoit une pension mensuelle de 50 lires de la commune de Castrugiuvanni pour ses compétences de dessin, après avoir été recommandé par le politicien Paolo Longi. Plus tard, il déménage à Naples, pour étudier à l'école de Giuseppe Mancinelli, où il rencontre Domenico Morelli, qui deviendra plus tard son professeur, puis son beau-père. Après avoir étudié à l'Accademia di belle arti di Napoli, Vetri remporte la première place à l'édition de 1874 du concours de pension artistique de Sicile, sur un pied d'égalité avec Ettore Ximenes. Par la suite, il participe à de nombreuses reprises à l'exposition Promotrice de Naples, où il expose en 1875 sa peinture La momie, et participe aussi à l'exposition nationale de Naples, et y gagne le premier prix. Il fait rencontre avec Pia Galise à Naples, qui l'initiera à la peinture de portraits. En 1876, il effectue ses premières fresques, à la chapelle de la Villa Rotondo alle Due Porte. Trois ans plus tard, en 1879, il s'installe à Florence. Il y découvre notamment le style des peintres Macchiaioli grâce à son ami Ettore De Maria Bergler et en sera très influencé, comme le démontrent ses peintures Convalescenza et Casa di campagna.

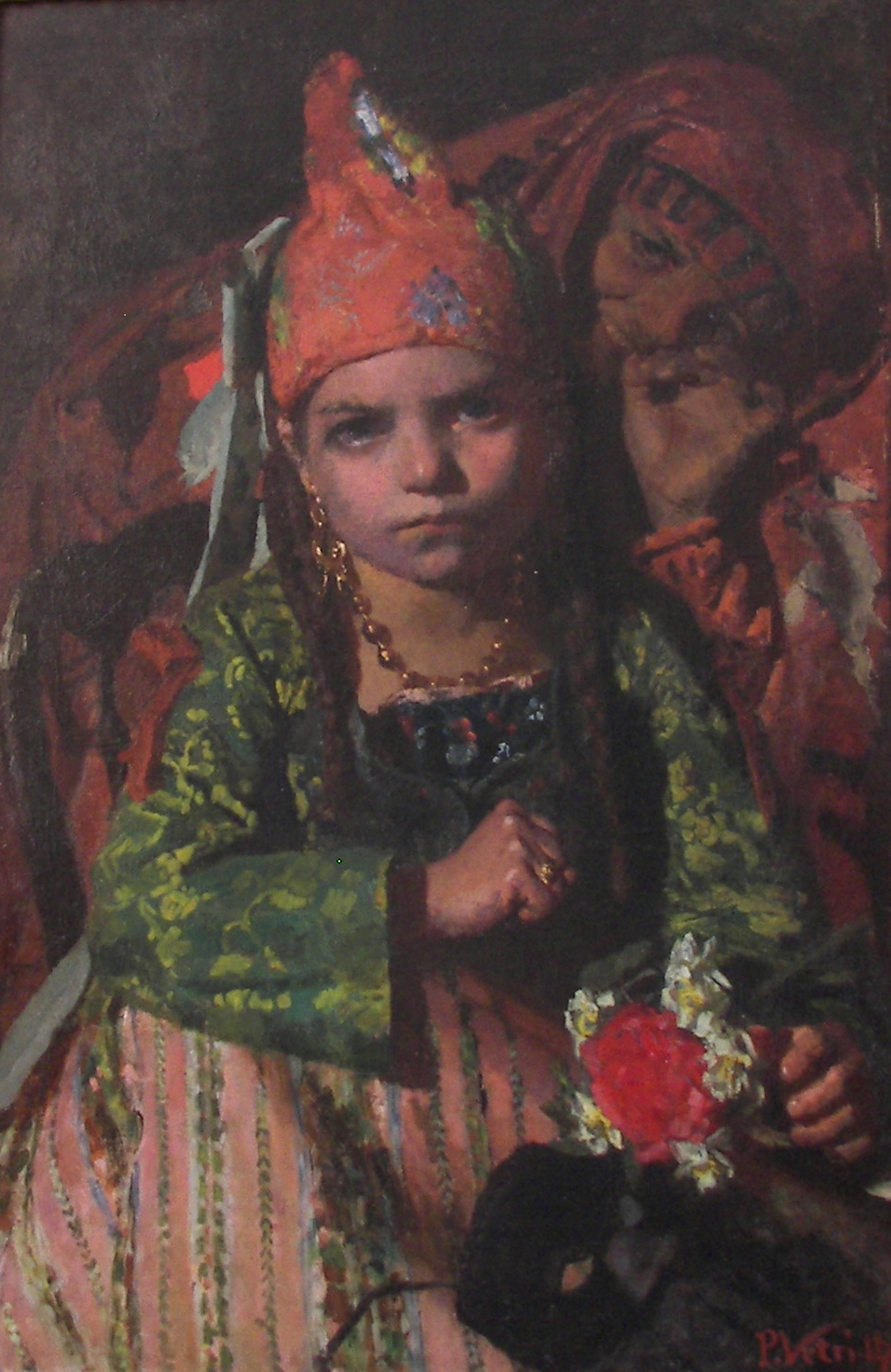
Ritratto di fanciulla e Zingara (Portrait d'une jeune fille et d'une gitane).

À travers les années qui passent, Vetri effectue plusieurs expositions à travers le pays et dans le reste de l'Europe, mais n'oublie toutefois pas de revenir quelquefois dans sa contrée natale, où il laisse des souvenirs sous forme de peintures. À cette même époque, il devient un peintre de fresques recherché partout dans le sud de l'Italie, comme en témoignent les commandes qu'il effectue pour les églises du Gesù Nuovo et Santa Brigida de Naples, à la Biblioteca Lucchesi Palli a Napoli, aujourd'hui le Musée archéologique national de Naples, à la coupole de la Basilique Sant'Alfonso Maria de Pagani, à la Villa Pajno et à l'église Saint François d'Assise de Palerme, à l'Ospizio dei Ciechi, au Dôme d'Amalfi, et à l'Église San Domenico Soriano (it), à Frosinone. Il a également peint une fresque à l'Université de Naples - Frédéric-II et le rideau du Teatro Garibaldi (it) de Santa Maria Capua Vetere.
Il a enseigné pendant truite-huit ans à l'Accademia di belle arti di Napoli et est mort en 1937, à 82 ans. Il était en outre auteur d'un ouvrage d'enseignement, la Teoria della Visione e della Prospettiva.

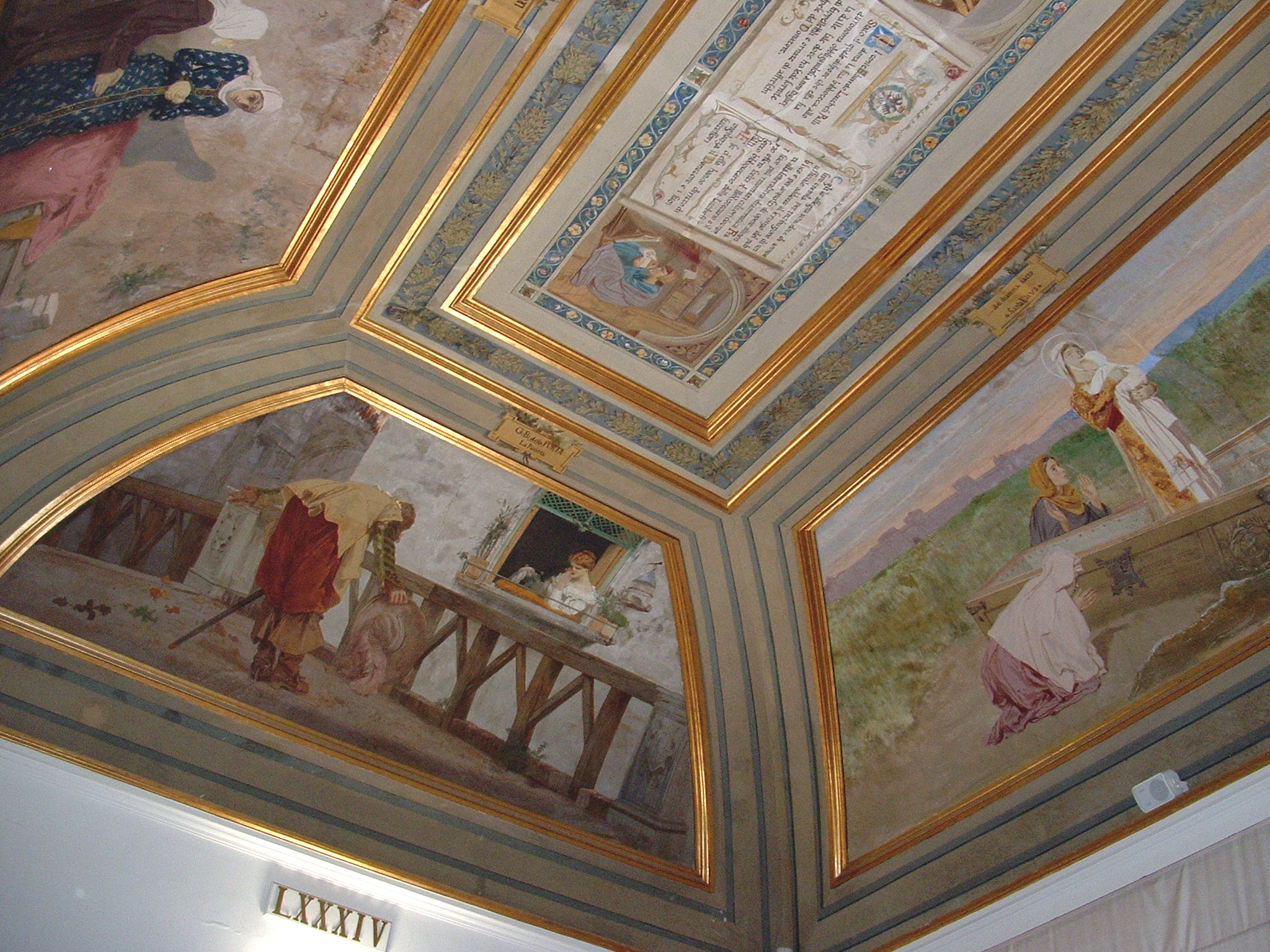
Fresques au Musée archéologique national de Naples.

Aujourd'hui, beaucoup de musées célèbres et édifices civils abritent ses œuvres. On peut notamment voir le Portrait d'une jeune femme, au Museo Alessi (it), le Portrait d'une jeune fille et gitane au Palazzo Comunale d'Enna, Jeune Fille sortant du bain ainsi que Dante et Virgile devant le bateau de Charon, à la Galerie d'art moderne de Palerme ou encore Saint Grégoire le Grand et saint Jean-Baptiste sur le retable de la Cathédrale de Raguse. La galerie de l'Accademia di belle arti di Napoli expose aussi quatre des œuvres de Vetri et trois de ses dessins. De plus, une école primaire à Raguse porte maintenant son nom.

## Œuvres

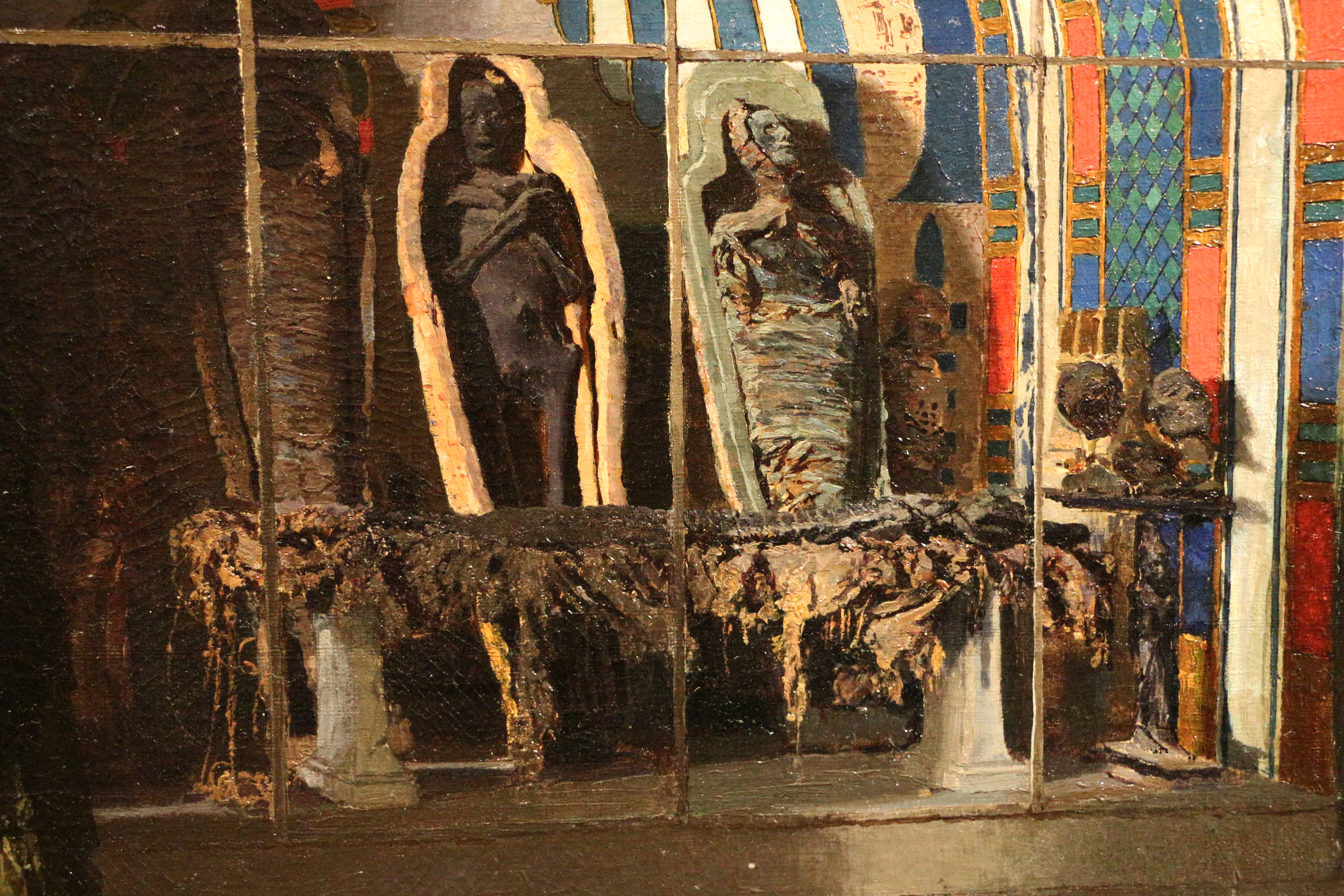
Museo (détail)
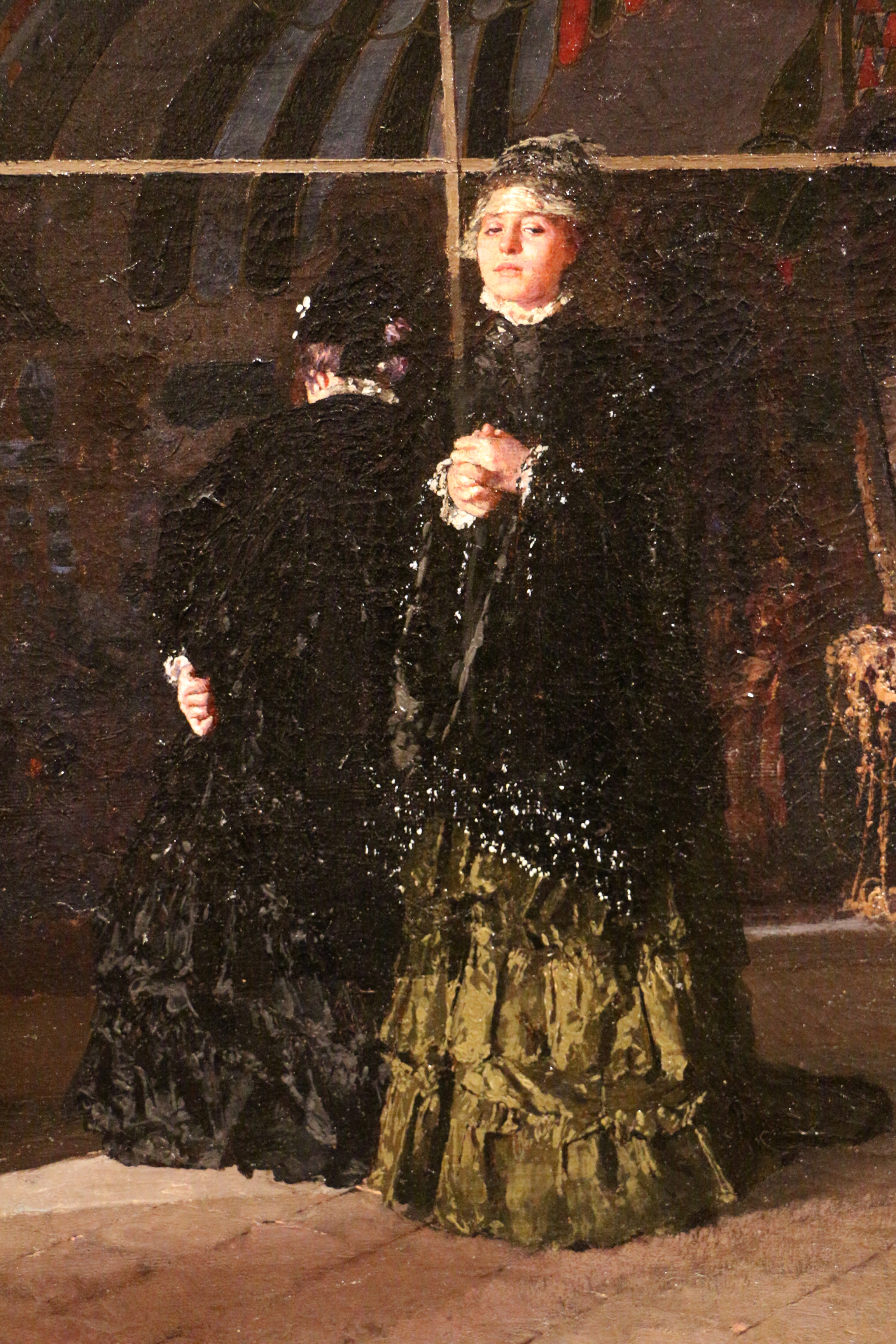
Museo (détail)

Liste non-exhaustive de ses œuvres : 
- Ritratto di fanciulla e Zingara, huile sur toile, date inconnue, Palazzo Comunale d'Enna ;
- Fresques dans la Biblioteca Lucchesi Palli a Napoli, peinture à l'huile, XIXe siècle, Musée archéologique national de Naples ;
- Fanciulla Addormentato, plume et encre noire avec lavis noir sur papier vélin, 25,5 × 17,5 cm, années 1870, National Gallery of Art ;
- Fanciulla che esce dal bagno, huile sur toile, entre 1870 et 1873, Galerie d'art moderne de Palerme ;
- Museo, huile sur toile, 1875, Banca Commerciale Italiana ;
- Dante e Virgilio dinnanzi la barca di Caronte huile sur toile, entre 1875 et 1877, Galerie d'art moderne de Palerme ;
- Ritratto del pittore Lo Forte, huile sur toile, vers 1880, lieu inconnu ;
- Ritratto di fanciulla, huile sur toile, XXe siècle, Museo Alessi.

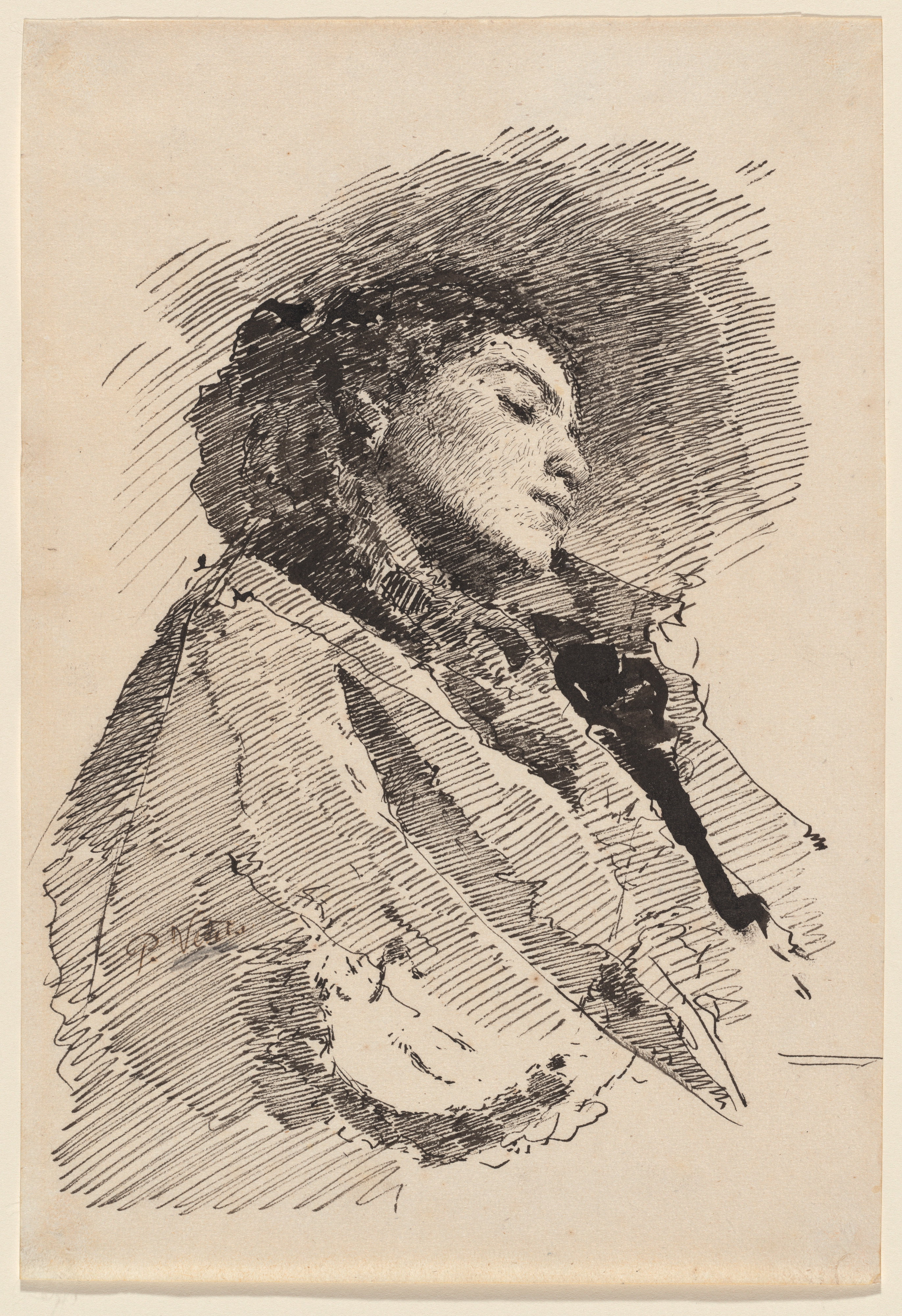
Fanciulla Addormentato (Jeune fille endormie) Années 1870
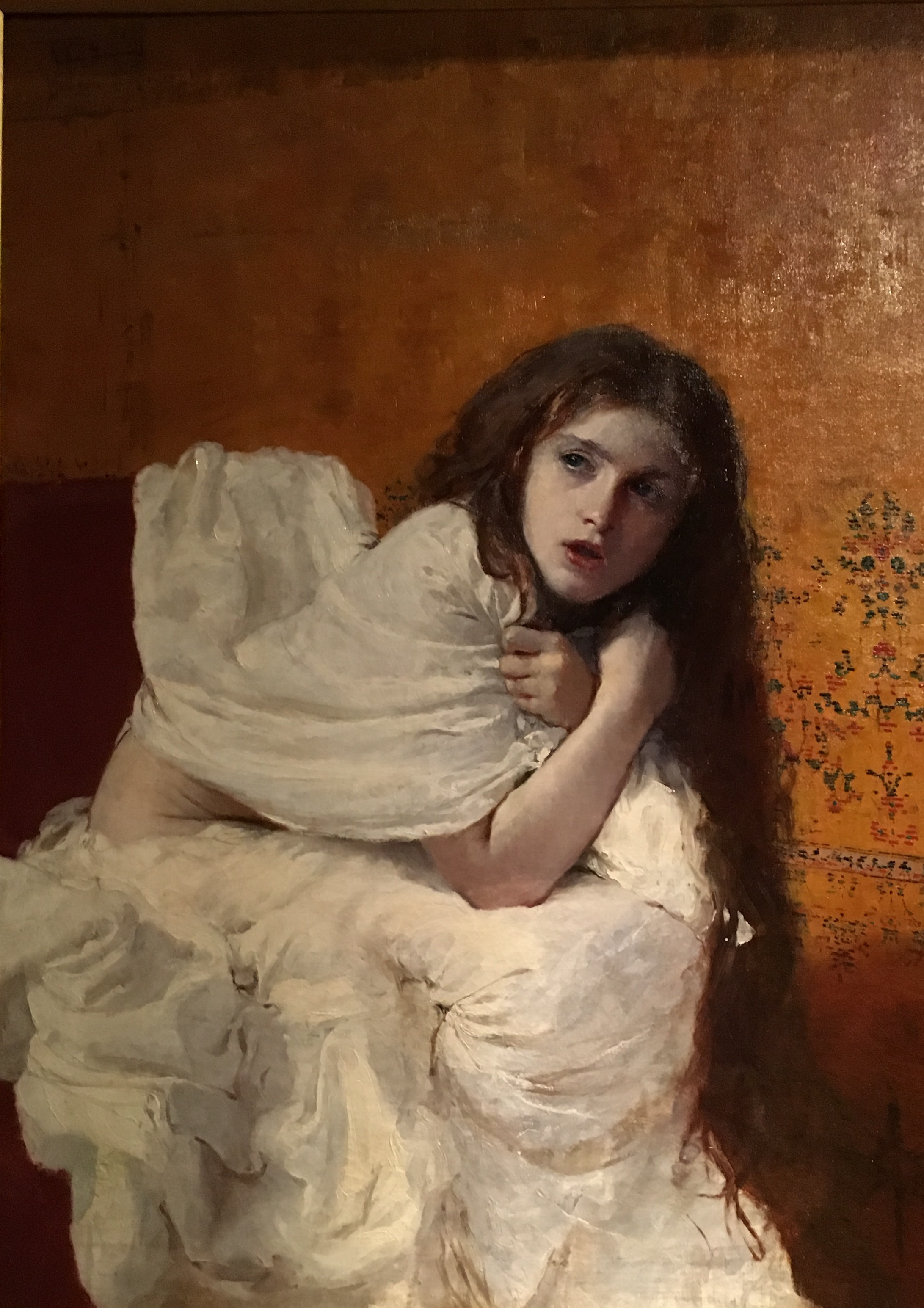
Fanciulla che esce dal bagno (Jeune fille sortant du bain)Entre 1870 et 1873
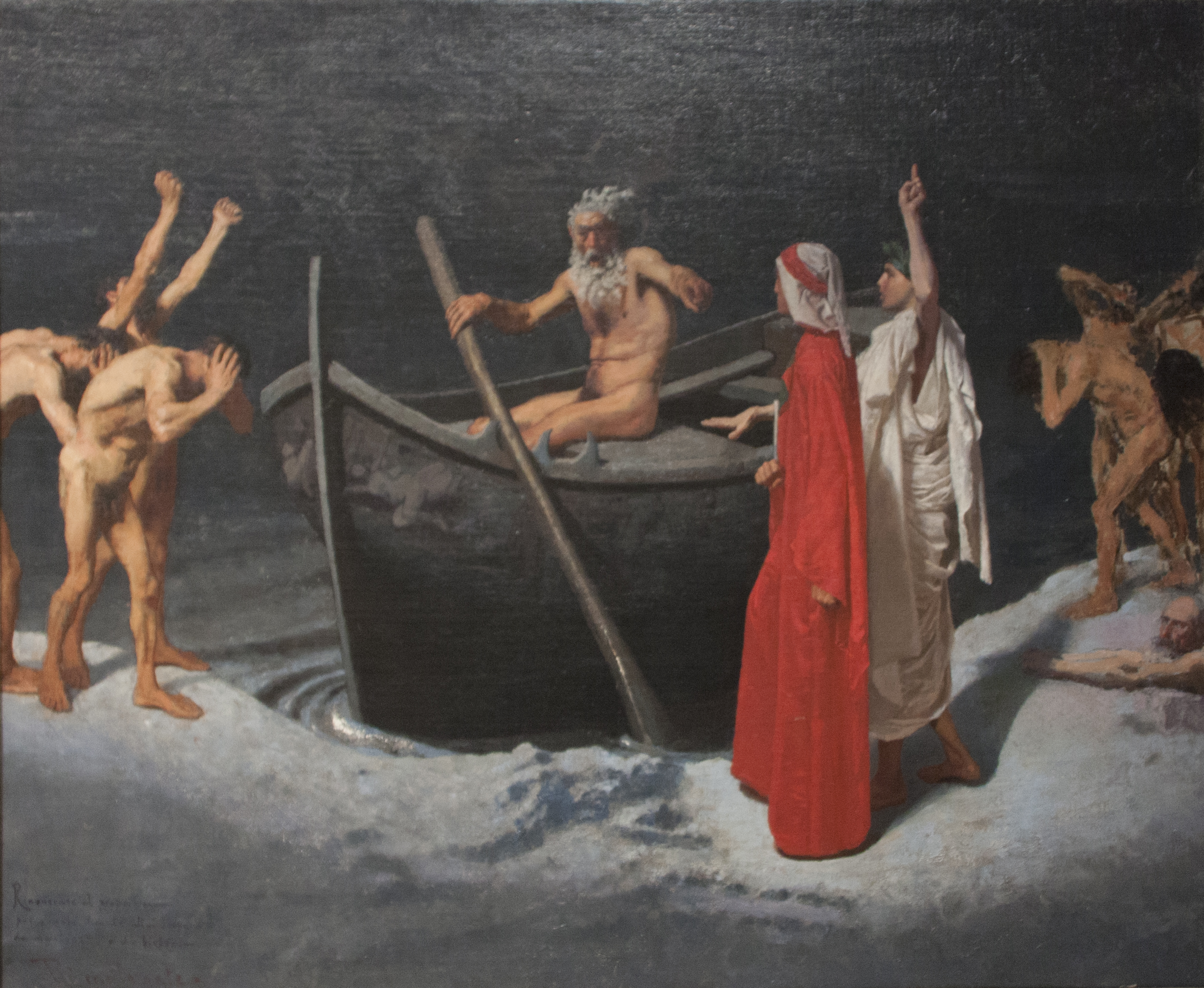
Dante e Virgilio dinnanzi la barca di Caronte (Dante et Virgile devant le bateau de Charon) Entre 1875 et 1877
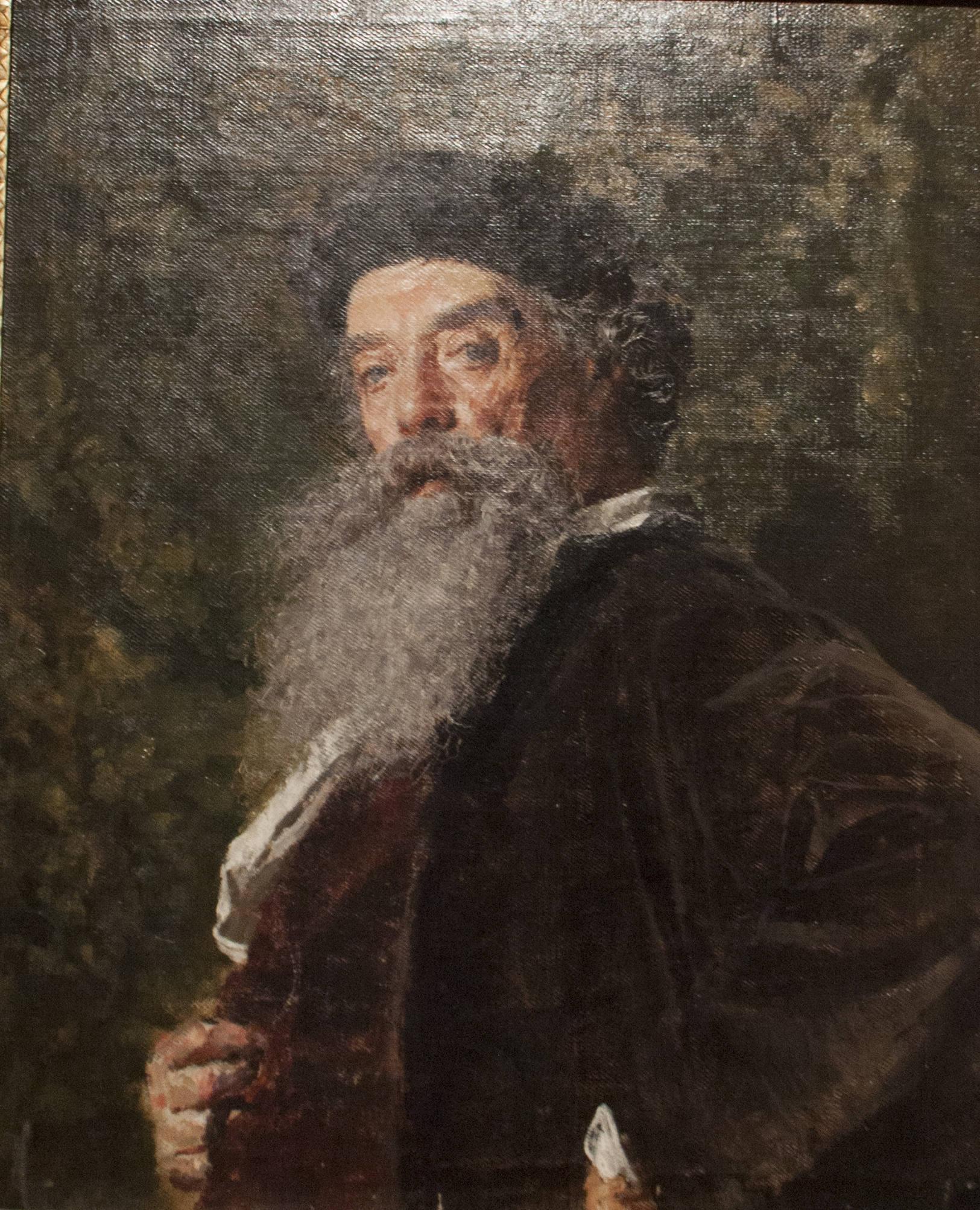
Ritratto del pittore Lo Forte vers 1880
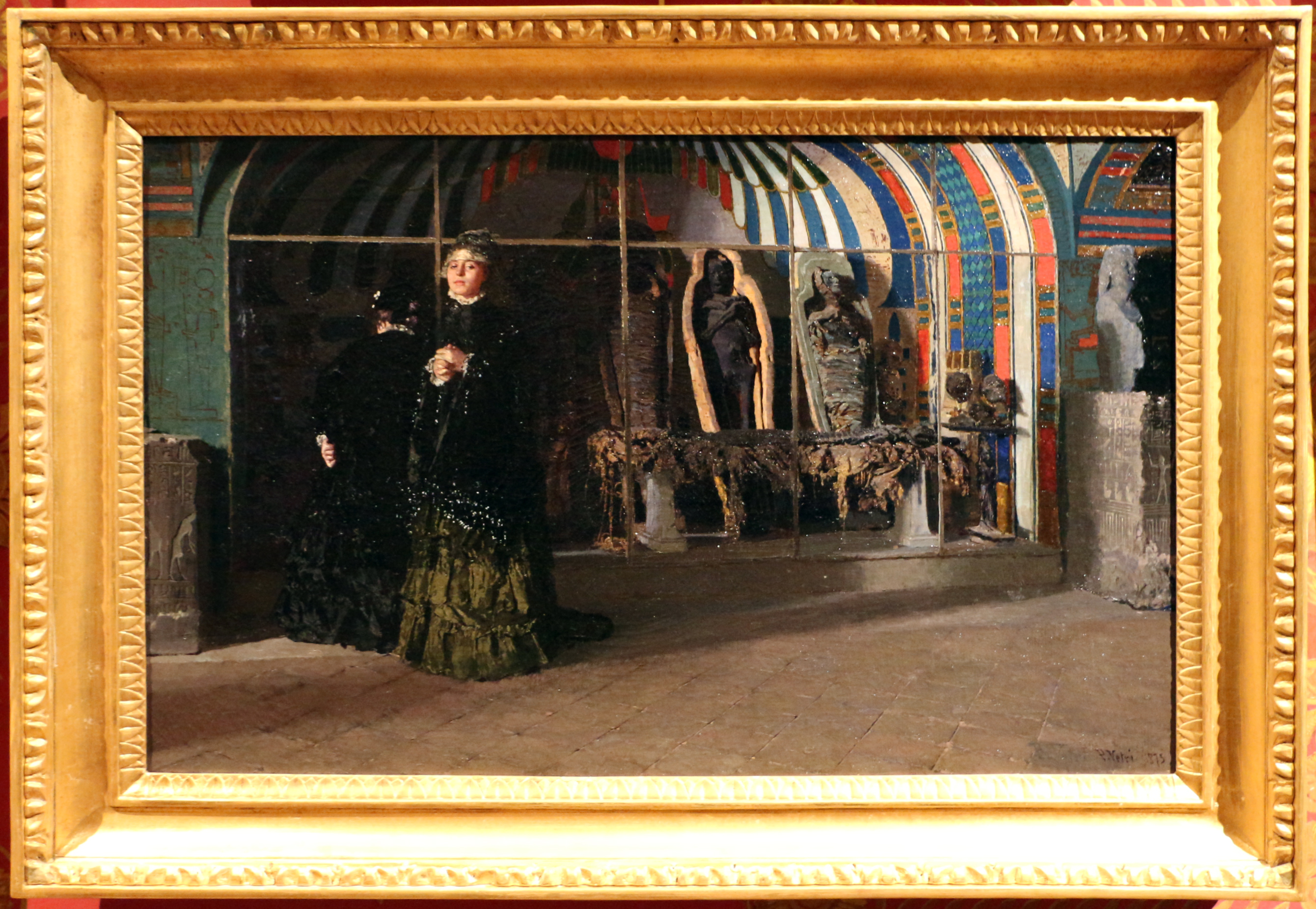
Museo 1875

- Museo (détail)
- Museo (détail)